# Marquis Theatre
Il Marquis Theatre è un teatro di Broadway sito nel quartiere di Midtown Manhattan a New York.

## Storia
Il teatro, progettato da John C. Portman Jr. e situato al terzo piano dell'hotel Marriott Marquis, aprì al pubblico il 9 luglio 1986. Nel 1991 ospitò le ultime settimane di repliche di un apprezzato revival del musical Gypsy, a cui seguì l'anno successivo una nuova produzione di Man of La Mancha. Nel 1995 fu invece la volta della prima dell'adattamento teatrale di Victor/Victoria, a cui seguì un acclamato revival di Annie Get Your Gun. Tra il 2002 e il 2004 il teatro fu occupato dal musical Thoroughly Modern Millie, a cui seguì un allestimento de La Cage aux Folles premiato con il Tony Award al miglior revival di un musical. L'anno successivo il teatro vide la prima di Broadway del musical di Andrew Lloyd Webber The Woman in White. Nel 2011 il secondo revival di Broadway di Follies entrò nella programmazione del teatro dopo un periodo di rodaggio de Kennedy Center di Washington, mentre nel 2012 il primo revival di Evita andò in scena proprio al Marquis con la regia di Rob Ashford. Nel 2013 fu la volta di un revival di Jekyll & Hyde, mentre negli anni successivi il teatro ospitò produzioni di nuovi musical, tra cui On Your Feet!, Tootsie e Once Upon a One More Time.
Nel corso della sua storia quarantennale il palco del Marquis fu calcato da nomi noti come Linda Lavin, Tyne Daly, Julie Andrews, Liza Minelli, Jane Krakowski, Sutton Foster, Martin Short, Bernadette Peters, Elaine Paige, Ricky Martin, Il Divo, Nick Jonas, Reba McEntire e Santino Fontana.